# Bundesgymnasium Seekirchen
Das Bundesgymnasium Seekirchen ist ein Bundesgymnasium und Bundesrealgymnasium in der Stadtgemeinde Seekirchen am Wallersee im Bezirk Salzburg-Umgebung im Land Salzburg.

## Geschichte
Die am 1996 als Privatgymnasium gegründete Schule ging einer Bürgerinitiative und ein Beschluss der Marktgemeinde Seekirchen voraus, mit dem Ziel eine AHS in den Räumlichkeiten der Volks- und Hauptschule Seekirchen zu gründen. Nach Ankauf von zwei Grundstücken für ein neues Schulgebäude durch die Gemeinde und zähen Verhandlungen u. a. mit dem Land Salzburg und der Bundesimmobiliengesellschaft (BIG) wurde das Privatgymnasium am 12. September 1996 mit 63 Schülerinnen und Schüler unter der Leitung von Matthias Hemetsberger eröffnet. Schulträger war die Marktgemeinde Seekirchen.
Inzwischen wurde auf dem Grundstück der Volksschule Containerklassen für die zahlreichen Gymnasiasten aufgestellt. Im September 2001 bezogen etwa 400 Schüler und 40 Lehrer in 20 Klassen das neue Schulgebäude in der Wallerseestraße. Vor Ende 2001 wurde das Gymnasium Seekirchen in den Bundesschulen eingegliedert und somit zum Bundesgymnasium.
Obwohl das Schulgebäude für 600 Schüler ausgelegt war, aber die Schüler immer mehr wurden, stimmten 2006 der Landesschulrat für Salzburg und die BIG für eine Aufstellung von vier Containerklassen zu – diesmal auf dem Vorplatz des Gymnasiums.
Um den Platzmangel Herr zu werden, wurde 2009 ein EU-weiter Architekturwettbewerb für einen Erweiterungsbau gestartet, den das Architektenbüro kofler architects gewann. Das bestehende Schulgebäude wurde saniert und der Zubau nach knapp eineinhalb Jahren Bauzeit 2014 fertiggestellt.

## Pädagogische Arbeit, Ausstattung und Angebote
Das Bundesgymnasium Seekirchen hat 28 Klassen der 5 bis 12 Schulstufe mit 800 Schülern. (Stand: 2015)
Das Gymnasium Seekirchen bietet seit dem Schuljahr 2013/14 eine gymnasiale und eine realistische Schulform an.
In der ersten und zweiten Klasse werden alle Schüler nach der gleichen Stundentafel unterrichtet, ab der dritten Klasse können die Schüler zwischen dem Gymnasium mit einer weiteren Fremdsprache oder dem Realgymnasium wählen.
Im Gymnasium wird das schulautonome Fach „Sprachen alternativ“ geführt. Im Realgymnasium gibt es den schulautonomen Schwerpunkt „media:kreativ“.
In der Oberstufe wurde für beide Schulformen der schülerautonome Wahlpflichtbereich erhöht und die neuen schulautonomen Fachbereiche „Politik verstehen“, „Kommunikation und Rhetorik & Vorwissenschaftliches Arbeiten“ und „Literaturwerkstatt“ geschaffen.
Unabhängig davon, ob Schüler das Gymnasium oder das Realgymnasium besuchen, können sie in der Unterstufe zwischen drei unterschiedlichen Ganztägigen Schulformen wählen.
In der Ganztagesklasse (verschränkte Form) für die 1. und 2. Klasse findet ganztägige Betreuung im Klassenverband mit rhythmisierten Unterrichts-, Lern- und Freizeiten und einem pädagogischen Konzept mit mehr eigenverantwortlichem Lernen statt.
In der Nachmittagsbetreuung (getrennte Form) für die 1. bis 4. Klassen findet im Anschluss an den Vormittagsunterricht in altersgemischten Gruppen mit abwechselnden Lern- und Freizeiten im Atelierbetrieb statt.
In der 3PLUS für die 3. und 4. Klassen wird ein Förderkonzept zum Vertiefen der Sprachen und media:kreativ kombiniert mit Lern- und Bewegungseinheiten durchgeführt.
Die Schule hat eine Tagesbetreuung mit Gütesiegel.
Im Jahr 2009 wurde die Schule für den Österreichischen Schulpreis nominiert und 2018 mit dem 3. Platz ausgezeichnet.

## Citizen Science Projekt
Das BRG Seekirchen nahm bis 2019 am Citizen Science Projekt „Verborgene Welt der Bakterien“ (Sparkling Science Programm) teil. In diesem Projekt wurden in enger Zusammenarbeit zwischen Wissenschaft und Schule neue Bakterienarten gesucht, entdeckt und wissenschaftlich beschrieben.
So haben die beteiligten Schülerinnen noch nicht entdeckte Bakteriengattungen und Arten isoliert und benannt. Ein Beispiel ist die zur Familie Cytophagaceae gehörende Gattung Aquirufa und deren zugehörige Art beregesia die von Schülerinnen dieser Schule benannt wurde, wobei beregesia ein Akronym der BRG Seekirchen ist. Somit dürfte das Bundesrealgymnasium Seekirchen die einzige Schule in ganz Österreich sein, nach der eine neu entdeckte Bakterienart – Aquirufa beregesia – benannt wurde.

## Leitung
- 1996–2005 Matthias Hemetsberger, ehemaliger Bürgermeister von Seeham, Träger des Goldenen Verdienstzeichen des Landes Salzburg[1][13]
- seit 2005 Annemarie Seethaler